# Intendència de Salta del Tucumán

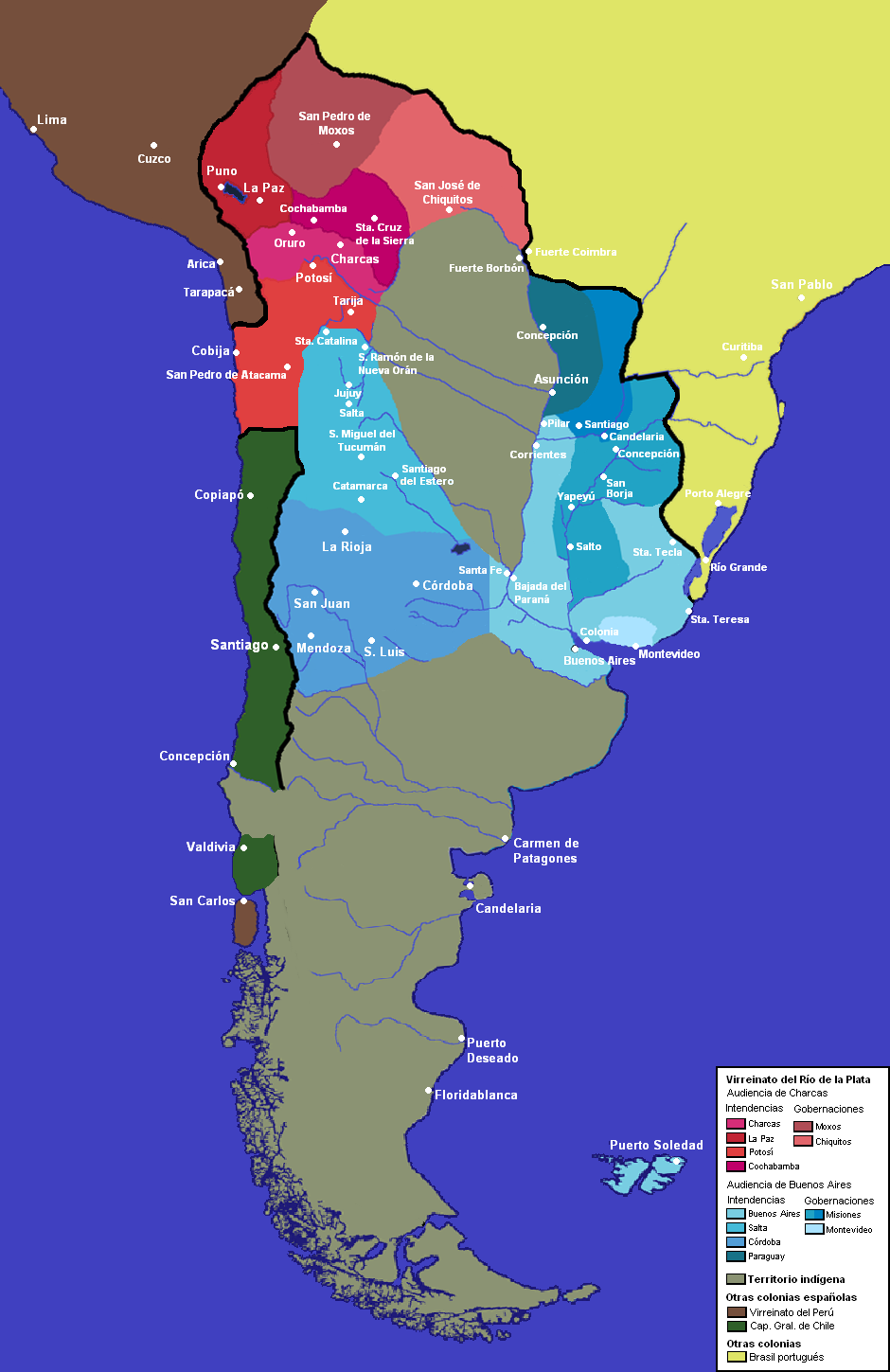
Intendència de Salta del Tucumán, dins del virregnat del Riu de la Plata, 1783

La Intendència de Salta del Tucumán, o Província de Salta del Tucumán, va ser una de les divisions territorials del Virregnat del Riu de la Plata dins l'Imperi Espanyol.
La intendència estava subdividida, a més de la ciutat de Salta, entre els partits (o subdelegacions) de: San Miguel de Tucumán, Santiago del Estero, San Fernando del Valle de Catamarca, San Salvador de Jujuy, Sant Ramón de la Nova Orán, i de la Puna (amb capital a Santa Catalina).
En crear-se el sistema d'intendències al Virregnat del Riu de la Plata per la Real Ordenança d'Intendents del 28 de gener del 1782, els territoris que després constituirien la Intendència de Salta del Tucumán, van ser inclosos en la Governació Intendència de San Miguel de Tucumán, que va englobar a tots els territoris que van formar la Governació del Tucumán abans de la creació del virregnat. Andrés de Mestre va ser nomenat com a governador intendent.
El 5 d'agost del 1783, el rei Carles III va fer, a Sant Ildefons, disset modificacions a la Real Ordenança del 1782, entre elles, una que va suprimir les governacions a les intendències de San Miguel de Tucumán i de Cuyo, creant amb elles les intendències de Salta del Tucumán i de Córdoba del Tucumán.
| « | IV. - Per molt justes i recomanables raons, qualificades amb els més verídics i autoritzats informes dirigits a les meves Reals mans per l'actual Virrei de Buenos Aires i amb els de Suyo el 26 de Gener del 1781, vaig tenir per precís i convenient Real Servei i a la Causa Pública dels meus dominis, resoldre el 26 de Febrer del 1782, i en la seva conseqüència manar per la ja esmentada Reial Ordre de 29 de Juliol següent, que es dividís en dos Governs el de la Província de Tucumán i s'agureguin a la de Cuyo, i d'acord amb el Pla proposat pels enunciats informes; Havent en conseqüència quedat per residència i Capital del nou Govern la Ciutat de Córdoba del Tucumán, i comprendre a més les de Mendoza, San Juan del Pico, San Luis de Loyola i Rioja amb els seus respectius districtes; I situar la residència de l'altre Govern de la resta d'aquesta Província a la Ciutat de Salta com a més posicionada a ser la Capital de Jujuy, San Miguel, Santiago del Estero i Catamarca, amb les corresponents jurisdiccions. I sent consegüent a aquesta variació fer-la també en les residències que per l'Article 7º de la citada Ordenança es van determinar a les dues Intendències que pel mateix es van manar establir en el propi territori que han d'abraçar els expressats dos Governs, és la meva voluntat i comandament que la Intendència al fet que es va assenyalar per Capital la Ciutat de Mendoza se situï a la de Córdoba del Tucumán i que la manada erigir a la Ciutat de Sant Miquel s'estableixi a la de Salta, unint-se una vegada i una altra als respectius Governs perquè el districte assenyalat a cada un d'ells sigui el del seu Intendència, i s'entengui per una sola Província, segons està disposat per l'esmentat Article 1º, quedant l'exercici de Vice Patronat a tota ella al seu Governador Intendent en observança del que prescrit sobre aquest particular a l'Article 6 de la referida Ordenança | » |

El primer intendent de Salta del Tucumán va ser Andrés Mestre, nomenat per Reial Cèdula del 22 d'agost del 1783, assumint el càrrec el 24 de desembre del mateix any.
La capital de la intendència va continuar sent San Miguel de Tucumán, fins que al 1792 va ser traslladada a la Ciutat de Salta.
Al 1794 es va fundar en la seva jurisdicció la ciutat de San Ramón de la Nueva Orán, pel noble i militar espanyol Ramón García de León i Pizarro, la qual a partir de 1795 va passar a ser capçalera d'un partit.
Dos cèdules del rei Carles IV del 17 de febrer del 1807, van establir el Bisbat de Salta (no va ser ratificat pel papa) amb jurisdicció sobre: Salta, San Miguel de Tucumán, Santiago de l'Estero, San Ramón de la Nueva Orán, Catamarca, San Salvador de Jujuy i se li va agregar el Partit de Tarija (comprenent a Chichas) separat de la Intendència de Potosí i de l'Arquebisbat de Charcas. Les revolucions del 1809 i del 1810 van impedir en part el canvi jurisdiccional, fent que a la pràctica Tarija depenguès de Salta en els afers militars i eclesiàstics i de Potosí en els civils, governatius i judicials. Un Cabildo obert a Tarija, va rebutjar el traspàs el 25 de juliol del 1807.
El 8 d'octubre del 1814, el director suprem Posadas va dividir a la Intendència de Salta en dues províncies: Salta i Tucumán. La primera incloïa a més de la ciutat cabdal, a Jujuy, Orán, Tarija, San Carlos, Valle Calchaquí, Vall de Lerma, Santa Maria i La Puna.
| « | Article 1: El territori que comprenen els pobles del Tucumán, Santiago de l'Estero i Vall de Catamarca formarà des d'avui una província de l'Estat amb la denominació de Província de Tucumán. Els seus límits seran les respectives jurisdiccions dels referits pobles. Article 2: Les ciutats de Salta, Jujuy, Orán, Tarija i Santa María, formaran des d'avui una província de l'Estat, conservant la mateixa denominació de Província de Salta amb què era coneguda abans de ser desmembrada, i tenint per límits les jurisdiccions respectives dels mateixos pobles que la integren. | » |

## Governadors intendents
- Andrés Mestre (1783-1790)
- Ramón García de León y Pizarro (1792-1797)
- Tadeo Dávila (1797-1798)
- Rafael de la Luz (1798-1807)
- Tomás de Arrigúniga y Archondo (1807-1808) o Arrigunaga
- José de Medeiros (1808)
- Nicolás Severo de Isasmendi (14/03/1808 - 19/05/1810)
- Joaquín Mestre (1810)
- José de Medeiros (1810)
- Nicolás Severo de Isasmendi (1810 - 23/08/1810)

Primera etapa revolucionària
- Feliciano Antonio Chiclana (23/08/1810 - 24/12/1810)
- Tomás de Allende (24/12/1810 - 11/7/1811)
- Juan Martín de Pueyrredón (11/7/1811-14/7/1811)
- Junta Governativa (14/7/1811 - 14/9/1811)
- Pedro José Saravia (14/9/1811 - 29/1/1812)

Reconquesta realista
- Domingo García (29/1/1812 - 10/3/1812)
- Manuel Ramos (10/3/1812 - 22/8/1812)
- José E. Tirado (22/8/1812 - 11/9/1812)
- José Márquez de la Plata (11/9/1812 - 02/1813)

Províncies Unides del Riu de la Plata
- Juan José Feliciano Fernández Campero (02/1813 - 20/2/1813)
- Manuel Belgrano (1813)
- Esteban Agustín Gascón (21/2/1813 - 13/3/1813)
- Hermenegildo G. de Hoyos (13/3/1813 - 13/9/1813) governador civil
- Eustoquio Díaz Vélez (13/3/1813 - 13/9/1813) governador militar
- Feliciano Antonio Chiclana (13/9/1813 - 26/10/1813)
- Rudecindo Alvarado (26/10/1813 - 29/11/1813)
- Francisco Fernández de la Cruz (29/11/1813 - 16/3/1814)
- Bernabé Aráoz (16/3/1814 - 25/4/1814)
- José Arteaga (25/4/1814 - 05/1814)
- José Antonio Fernández Cornejo (05/1814 - 11/1814)